# NGC 7713
NGC 7713 é uma galáxia espiral barrada (SBcd) localizada na direcção da constelação de Sculptor. Possui uma declinação de -37° 56' 20" e uma ascensão recta de 23 horas, 36 minutos e 15,3 segundos.
A galáxia NGC 7713 foi descoberta em 4 de Outubro de 1836 por John Herschel.